# Hessle
Hessle is een civil parish in het bestuurlijke gebied East Riding of Yorkshire, in het Engelse graafschap East Riding of Yorkshire met 15.000 inwoners.

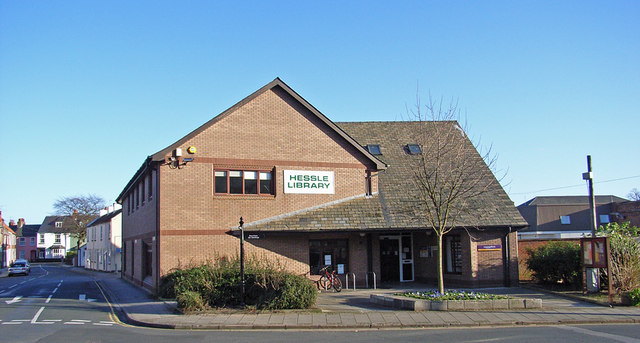
Bibliotheek van Hessle